# Волтер Сидни Адамс
Волтер Сидни Адамс (енгл. Walter Sydney Adams; Антиохија, 20. децембар 1876 — Пасадена, 11. мај 1956) је био амерички астроном.

## Живот и дело
Адамс је рођен у Антиохији у Сирији, од оца Лусијена Харпера Адамса и мајке Ненси Доранс Френсис Адамс, мисионара, и доведен је у Сједињене Америчке Државе 1885. године. Дипломирао је на колеџу Дартмут 1898. године, а затим је наставио своје образовање у Немачкој. Након повратка у Сједињене Америчке Државе, отпочео је своју астрономску каријеру која је кулминирала након његовог постављања за директора опсерваторије Маунт Вилсон.
Његово примарно интересовање је било бављење звезданим спектром. Радио је на соларној спектроскопији и копроналазач је везе између релативних интензитета одређених спектралних линија и апсолутне величине звезда. Успео је да прикаже да се спектар може користити ради одређивања да ли је звезда џин или патуљак. Године 1915. је почео да проучава пратиоца Сиријуса, те је открио да упркос томе што је мало већа од Земље, површина звезде је светлија по јединици површине од Сунца, и скоро а је исте масе. Звезде тог типа су касније добиле назив бели патуљци. Заједно са Теодором Данхамом, открио је снажну присутност угљен-диоксида у инфрацрвеном спектру Венере.
Адамс је умро у 79. години у Пасадени, у Калифорнији.

## Награде и почасти
Награде и почасти
- Златна медаља Краљевског астрономског друштва (1917)[8]
- Медаља Хенри Дрејпер додељена од стране Националне академије наука (1918)[9]
- Сарадник Америчке академије уметности и наука (1922)[10]
- Брус медаља (1928)[11][12]
- Џенсен медаља Француске академије наука (1934)
- Страни члан Краљевског друштва (1950)[1]
- Хенри Норис Расел звање предавача (1947)

Названо по њему
- Астероид 3145 Волтер Адамс.
- Кратер на Месецу.
- Кратер Адамс на Месецу је заједнички назван по њему, Џон Кучу Адамсу и Чарлсу Хичкоку Адамсу.